# Turniej o Koronę Bolesława Chrobrego – Pierwszego Króla Polski 2015
Turniej o Koronę Bolesława Chrobrego – Pierwszego Króla Polski 2015 – 8. edycja turnieju żużlowego, która odbyła się 5 września 2015 roku w Gnieźnie, a także był zarówno indywidualnymi międzynarodowymi mistrzostwami Nice Polskiej Ligi Żużlowej. Turniej wygrał Rafał Okoniewski.

## Wyniki
- Gniezno, 5 września 2015
- NCD: Rafał Okoniewski – 65,67 w wyścigu 17
- Sędzia: Wojciech Grodzki

| Msc. | Zawodnik             | Klub         | Pkt    |               |  |
| ---- | -------------------- | ------------ | ------ | ------------- |  |
| 1    | Rafał Okoniewski     | Grudziądz    | 11+3+3 | (1,3,3,1,3)   |  |
| 2    | Hans Andersen        | Łódź         | 12+2   | (3,2,1,3,3)   |  |
| 3    | Andžejs Ļebedevs     | Dyneburg     | 8+2+1  | (2,0,1,2,3)   |  |
| 4    | Patryk Dudek         | Zielona Góra | 14+0   | (3,3,2,3,3)   |  |
| 5    | Krzysztof Buczkowski | Grudziądz    | 10+1   | (2,2,1,3,2)   |  |
| 6    | Andriej Kudriaszow   | Bydgoszcz    | 12+0   | (3,3,3,1,2)   |  |
| 7    | Tobiasz Musielak     | Leszno       | 8      | (1,0,3,2,2)   |  |
| 8    | Oskar Fajfer         | Toruń        | 7      | (1,3,3,wu)    |  |
| 9    | Witalij Biełousow    | Łódź         | 7      | (2,1,0,3,1)   |  |
| 10   | Davey Watt           | Kraków       | 7      | (1,2,2,1,1)   |  |
| 11   | Norbert Kościuch     | Gniezno      | 6      | (0,2,2,0,2)   |  |
| 12   | Sebastian Ułamek     | Rybnik       | 5      | (3,0,0,2,0)   |  |
| 13   | Robert Miśkowiak     | Bydgoszcz    | 5      | (2,1,1,1,0)   |  |
| 14   | Adrian Gała          | Wrocław      | 3      | (0,0,2,0,1)   |  |
| 15   | Jakub Jamróg         | Łódź         | 3      | (0,1,u,2,0)   |  |
| 16   | Robert Kościecha     | Bydgoszcz    | 1      | (0,1,d4,d4,0) |  |
| 17   | Maciej Fajfer        | Piła         | 1      | (1)           |  |
| 18   | Dawid Wawrzyniak     | Gniezno      | 0      | (ns)          |  |

Bieg po biegu
1. [68,04] Ułamek, Lebiediew, Musielak, Jamróg
2. [68,18] Andersen, Miśkowiak, Watt, Kościuch
3. [66,85] Kudriaszow, Buczkowski, Koniewski, Kościecha
4. [66,30] Dudek, Biełousow, O. Fajfer, Gała
5. [65,95] Kudriaszow, Kościuch, Biełousow, Musielak
6. [65,68] Okoniewski, Andersen, Jamróg, Gała
7. [66,03] O. Fajfer, Watt, Kościecha, Ułamek
8. [66,23] Dudek, Buczkowski, Miśkowiak, Lebiediew
9. [66,23] Musielak, Dudek, Andersen, Kościecha (d)
10. [66,16] O. Fajfer, Kościuch, Buczkowski, Jamróg (u)
11. [66,72] Kudriaszow, Gała, Miśkowiak, Ułamek
12. [66,23] Okoniewski, Watt. Lebiediew, Biełousow
13. [65,81] Buczkowski, Musielak, Watt, Gała
14. [66,44] Biełuosow, Jamróg, Miśkowiak, Kościecha (d)
15. [66,72] Dudek, Ułamek, Okoniewski, Kościuch
16. [66,93] Andersen, Lebiediew, Miśkowiak, O. Fajfer (u)
17. [65,67] Okoniewski, Musielak, M. Fajfer, Miśkowiak
18. [65,75] Dudek, Kudriaszow, Watt, Jamróg
19. [66,38] Andersen, Buczkowski, Biełousow, Ułamek
20. [66,57] Lebiediew, Kościuch, Gała, Kościecha

### Baraż o awans do finału
1. [66,10] Okoniewski, Lebiediew, Buczkowski, Kurdiaszow

### Finał
1. [66,16] Okoniewski, Andersen, Lebiediew, Dudek